# 김은영 (1942년)
김은영은 대한민국의 예술가이자, 학교법인인이고 간송미술관의 운영자인 전성우의 부인이다. 김광균시인의 딸로 서울시 문화재 매듭장 보유자이다.